# Messerschmitt P.1101

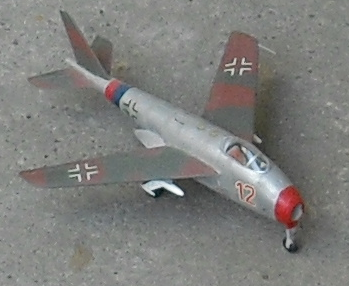
Модель Messerschmitt P.1101

Messerschmitt P.1101 — перший у світі німецький експериментальний літак з змінною геометрією крила періоду Другої світової війни компанії Messerschmitt A. G. Багатоцільовий літак повинен був виконувати функції винищувача-перехоплювача, літака ближньої розвідки, нічного всепогодного винищувача. До завершення війни прототип не був випробуваний.

## Історія

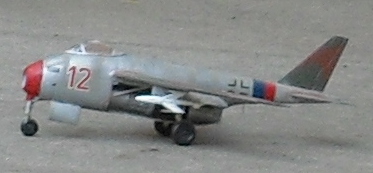
Модель Messerschmitt P.1101

Проектування літака розпочали в середині 1944 за завданням керівництва Люфтваффе на одномісний винищувач з швидкістю 1000 км/год на висоті 7000 м. Через відсутність моторів He S 011 встановили мотори Jumo 004B. Стріловидність крила змінювалась в діапазоні 35°-45°. Літак отримав цільнометалевий корпус, носову стійку шасі, герметичну кабіну.
Близький до завершення прототип на заводі у Обераммергау захопили у квітні 1945 американці. Він був перевезений до США, завершений і випробуваний. На його основі збудували експериментальний літак Bell X-5 — перший діючий літак з змінною геометрією крила. За схожою схемою збудували шведський Saab 29 Tunnan — перший післявоєнний винищувач з стріловидними крилами.

## Технічні параметри Messerschmitt P.1101

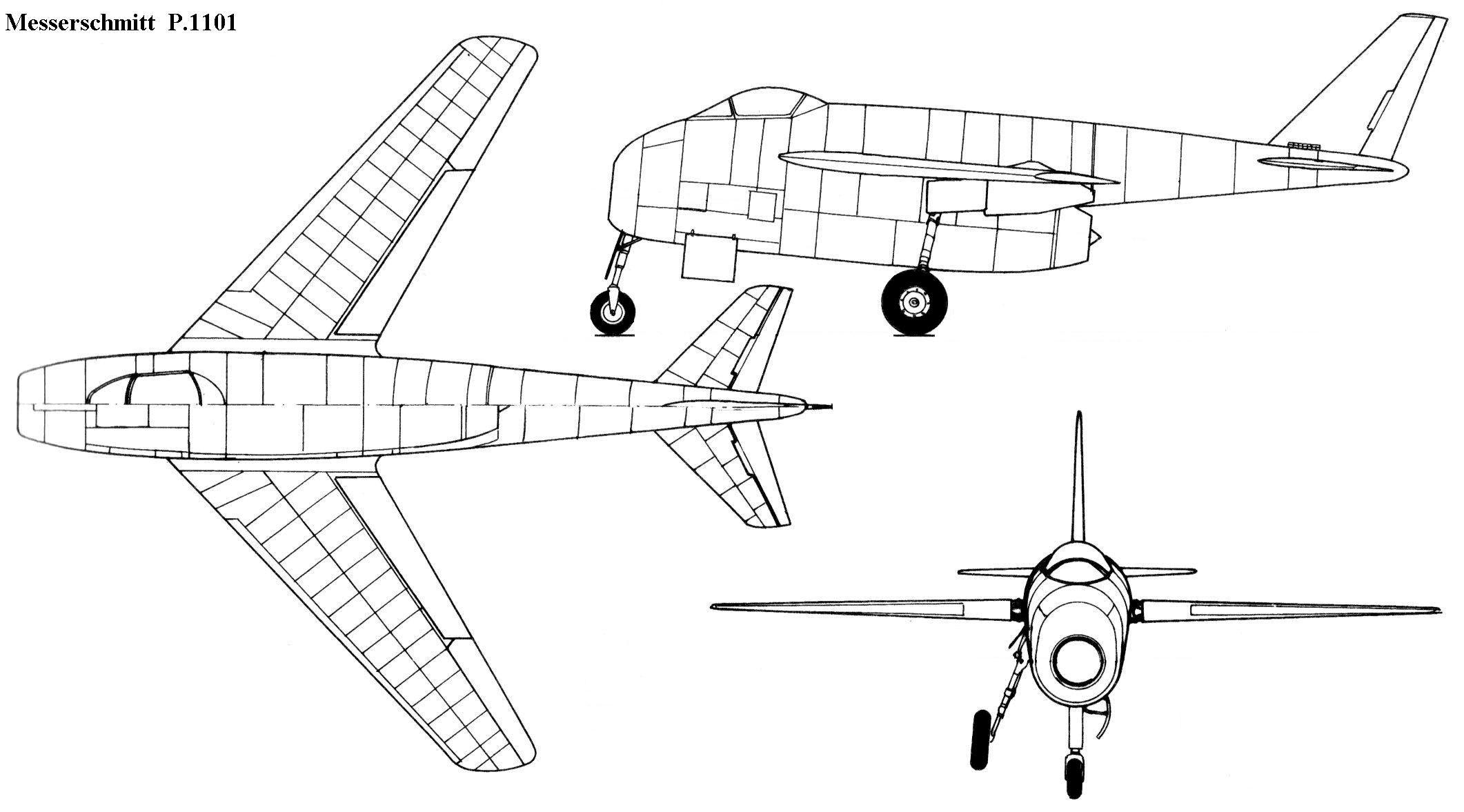
Схема Messerschmitt P.1101

| Параметр              | Значення                       |
| --------------------- | ------------------------------ |
| Екіпаж                | 1                              |
| Довжина               | 9,17 м                         |
| Висота                | 3,71 м                         |
| Розмах крил           | 8,25 м                         |
| Площа крил            | 13,6 м²                        |
| Маса порожнього       | 2549 кг                        |
| Стартова вага         | 4064 кг                        |
| Маса палива           | 1250 кг                        |
| Максимальна швидкість | 985 км/год                     |
| Висота                | 14.000 м                       |
| Дальність             | 1500 км                        |
| Мотор                 | 1×Heinkel-Hirth HeS 190-011A-0 |
| Тяга                  | 1300 кг (12,8 кН)              |
| Озброєння             | 4×30-мм гармати MK 108         |